# Principauté-d'orange (IGP)
Pour l'État, voir principauté d'Orange.
Le principauté-d'orange, appelé vin de pays de la principauté d'Orange jusqu'en 2009, est un vin français d'indication géographique protégée (le nouveau nom des vins de pays) issu de vignobles situés sur 36 communes du département de Vaucluse. Les conditions de cette labellisation ont été fixées par le décret du 5 mars 1981 publié au Journal officiel deux jours plus tard.

## Histoire
Vin de pays depuis le 5 mars 1981.

## Zone géographique

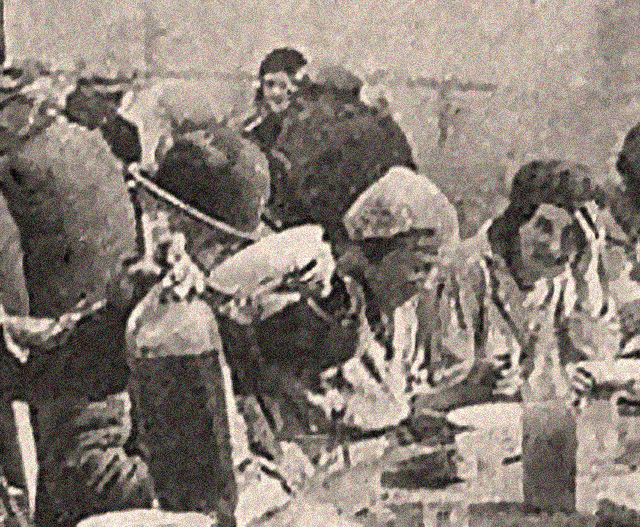
Vendangeur provençal faisant chabrot à Lapalud

Les communes suivantes peuvent revendiquer la labellisation de ce vin de pays de zone : Bollène, Buisson, Caderousse, Cairanne, Camaret-sur-Aigues, Châteauneuf-du-Pape, Courthézon, Crestet, Entrechaux, Faucon, Grillon, Jonquières, Lagarde-Paréol, Lamotte-du-Rhône, Lapalud, Mondragon, Mornas, Orange, Piolenc, Puyméras, Rasteau, Richerenches, Roaix, Saint-Marcellin-lès-Vaison, Saint-Romain-en-Viennois, Sainte-Cécile-les-Vignes, Travaillan, Sablet, Séguret, Sérignan-du-Comtat, Uchaux, Vaison-la-Romaine, Valréas, Villedieu, Violès et Visan.

### Climat
Ce terroir viticole, situé dans la zone d’influence du climat méditerranéen, est soumise à un rythme à quatre temps : deux saisons sèches, dont une brève en hiver, une très longue et accentuée en été ; deux saisons pluvieuses, en automne, avec des pluies abondantes sinon torrentielles, et au printemps. Les étés sont chauds et secs, liés à la remontée en altitude des anticyclones subtropicaux, entrecoupés d’épisodes orageux parfois violents. Les hivers sont doux. Les précipitations sont peu fréquentes et la neige rare. Depuis 2009, la ville d'Orange dispose d'une station météorologique en ville.
| Mois                              | jan. | fév.  | mars  | avril | mai   | juin  | jui.  | août  | sep.  | oct.  | nov.  | déc.  | année   |
| --------------------------------- | ---- | ----- | ----- | ----- | ----- | ----- | ----- | ----- | ----- | ----- | ----- | ----- | ------- |
| Température minimale moyenne (°C) | 1,3  | 2,6   | 4,4   | 7,2   | 10,8  | 14,4  | 17    | 16,3  | 13,8  | 9,7   | 4,9   | 1,9   | 8,7     |
| Température moyenne (°C)          | 5,4  | 6,9   | 9,4   | 12,5  | 16,4  | 20,2  | 23,3  | 22,5  | 19,4  | 14,7  | 9,1   | 5,7   | 13,8    |
| Température maximale moyenne (°C) | 9,4  | 11,3  | 14,4  | 17,8  | 22,1  | 26,1  | 29,6  | 28,8  | 25    | 19,7  | 13,3  | 9,5   | 18,9    |
| Ensoleillement (h)                | 132  | 137,1 | 192,5 | 230,4 | 264,6 | 298,9 | 345,3 | 310,7 | 237,6 | 187,1 | 135,2 | 123,8 | 2 595,3 |
| Précipitations (mm)               | 44,4 | 57,5  | 61,1  | 58,9  | 72,4  | 43,6  | 27,8  | 56,3  | 67,6  | 97,4  | 57,7  | 48,9  | 693,4   |

| Diagramme climatique                                  |             |             |             |              |              |            |              |            |             |             |            |
| J                                                     | F           | M           | A           | M            | J            | J          | A            | S          | O           | N           | D          |
| 9,41,344,4                                            | 11,32,657,5 | 14,44,461,1 | 17,87,258,9 | 22,110,872,4 | 26,114,443,6 | 29,61727,8 | 28,816,356,3 | 2513,867,6 | 19,79,797,4 | 13,34,957,7 | 9,51,948,9 |
| Moyennes : • Temp. maxi et mini °C • Précipitation mm |             |             |             |              |              |            |              |            |             |             |            |

|                | Vaucluse   | Canton d'Orange                     | moyenne nationale |
| -------------- | ---------- | ----------------------------------- | ----------------- |
| Ensoleillement | 2 595 h/an | 2 800 h/an                          | 1 973 h/an        |
| Pluie          | 693 mm/an  | 700 mm/an (sur 80 jours)            | 770 mm/an         |
| Neige          | 4 j/an     |                                     | 14 j/an           |
| Vent           |            | 110 j/an essentiellement du Mistral |                   |
| Orage          | 23 j/an    |                                     | 22 j/an           |
| Brouillard     | 31 j/an    |                                     | 40 j/an           |

| Mois                                                                      | Jan          | Fev          | Mar         | Avr         | mai         | Jui         | Jui         | Aou         | Sep         | Oct                   | Nov         | Dec          |
| ------------------------------------------------------------------------- | ------------ | ------------ | ----------- | ----------- | ----------- | ----------- | ----------- | ----------- | ----------- | --------------------- | ----------- | ------------ |
| Records de températures minimales °C (Année)                              | -13,4 (1985) | -14,5 (1956) | -9,7 (2005) | -2,9 (1970) | 1,3 (1979)  | 5,7 (1984)  | 9,0 (1953)  | 8,3 (1974)  | 3,1 (1974)  | -1,1 (1973)           | -5,4 (1952) | -14,4 (1962) |
| Records de températures maximales °C (Année)                              | 20,3 (2002)  | 23,0 (1960)  | 27,2 (1990) | 30,7 (2005) | 34,5 (2001) | 38,1 (2003) | 40,7 (1983) | 42,6 (2003) | 35,1 (1966) | 29,6 (1985) et (2011) | 24,6 (1970) | 20,2 (1983)  |
| Source: https://www.linternaute.com/ville/ville/climat/25721/orange.shtml |              |              |             |             |             |             |             |             |             |                       |             |              |

## Encépagement
Pour l'élaboration de ces vins les cépages utilisés sont : 
Cépages blancs
Aranel B, Arriloba B, Bourboulenc B, Carignan blanc B, Chardonnay B, Chasan B, Clairette B, Clarin B, Grenache blanc B, Liliorila B, Marsanne B, Muscat petits grains B, Pascal blanc B, Perdea B, Piquepoul B, Roussanne B, Sauvignon B, Ugni blanc B, Vermentino B (ou Rolle B), Viognier B
Cépages gris
Grenache gris G, Piquepoul gris G, Sauvignon gris G 
Cépages noirs
Alicante Bouschet N, Arinarnoa N, Aubun N (ou Muescola N), Brun Argenté N, Cabernet franc N, Cabernet N, Sauvignon noir N, Caladoc N, Calitor N, Carignan N, Chenanson N, Cinsault N, Counoise N, Egiodola N, Gamay N, Ganson N, Gramon N, Grenache noir N, Lledoner Pelut N, Marselan noir N, Merlot N, Monerac N, Mourvèdre N, Muscardin N, Muscat petits grains N, Pinot noir N, Piquepoul noir N, Portan N, Syrah N, Tannat N, Tempranillo N, Terret N. 
Cépages rosés
Barbaroux Rosé RS, Clairette rosé RS
Le dernier décret, pris en 2007, précise pour les vins assemblant deux cépages : « Les noms de deux cépages sont indiqués dans l'ordre décroissant des proportions de chacun. Aucun des deux cépages ne peut représenter moins de 20 % de l'assemblage. Le nom des deux cépages doit figurer sur l'étiquette sur une même ligne et en mêmes caractères ».

## Méthodes culturales et réglementaires
Seuls les systèmes de taille suivants sont admis : gobelet avec coursons à deux yeux, guyot et cordon de Royat. Le rendement est plafonné à 85 ou 90 hl/ha. Le titre alcoométrique doit être de 10 % vol au minimum et de 15 % vol au maximum.

## Production
Ces vins représentent 20 % des volumes de cette catégorie produits dans le département de Vaucluse. Ce sont surtout des vins mono-cépages.

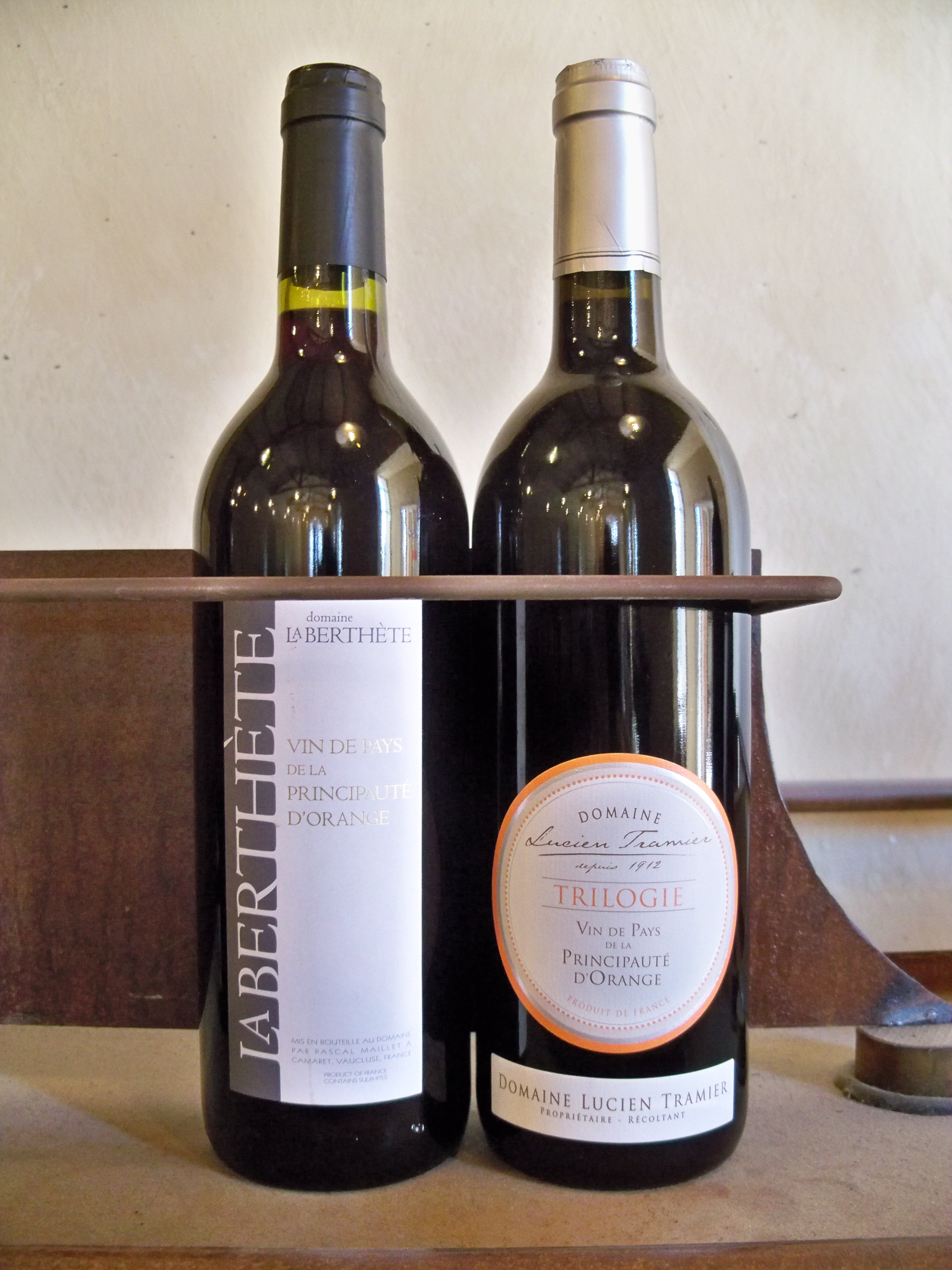
Vin de pays de la principauté d'Orange au Palais du vin
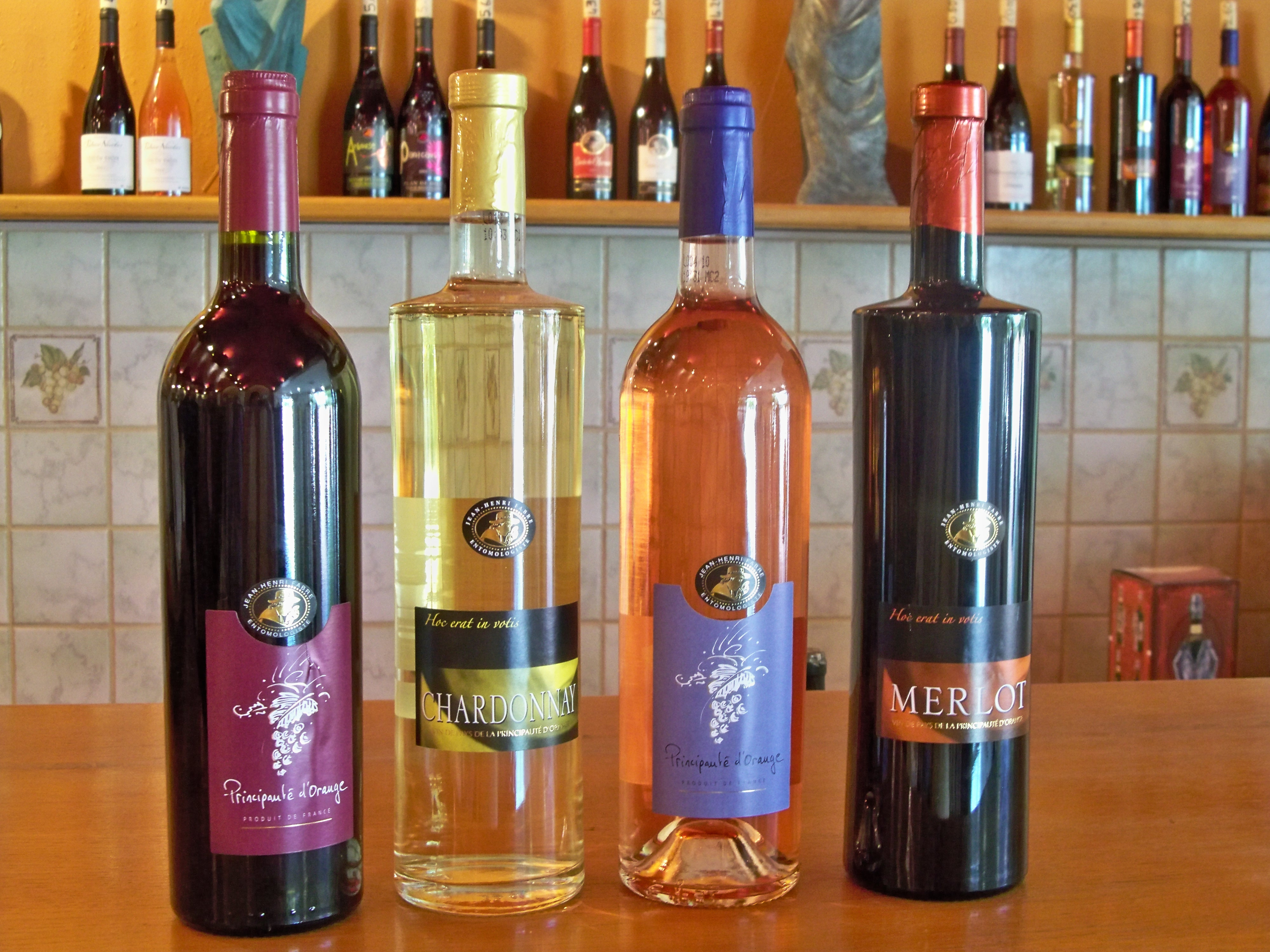
Vin de pays de la principauté d'Orange de Sérignan
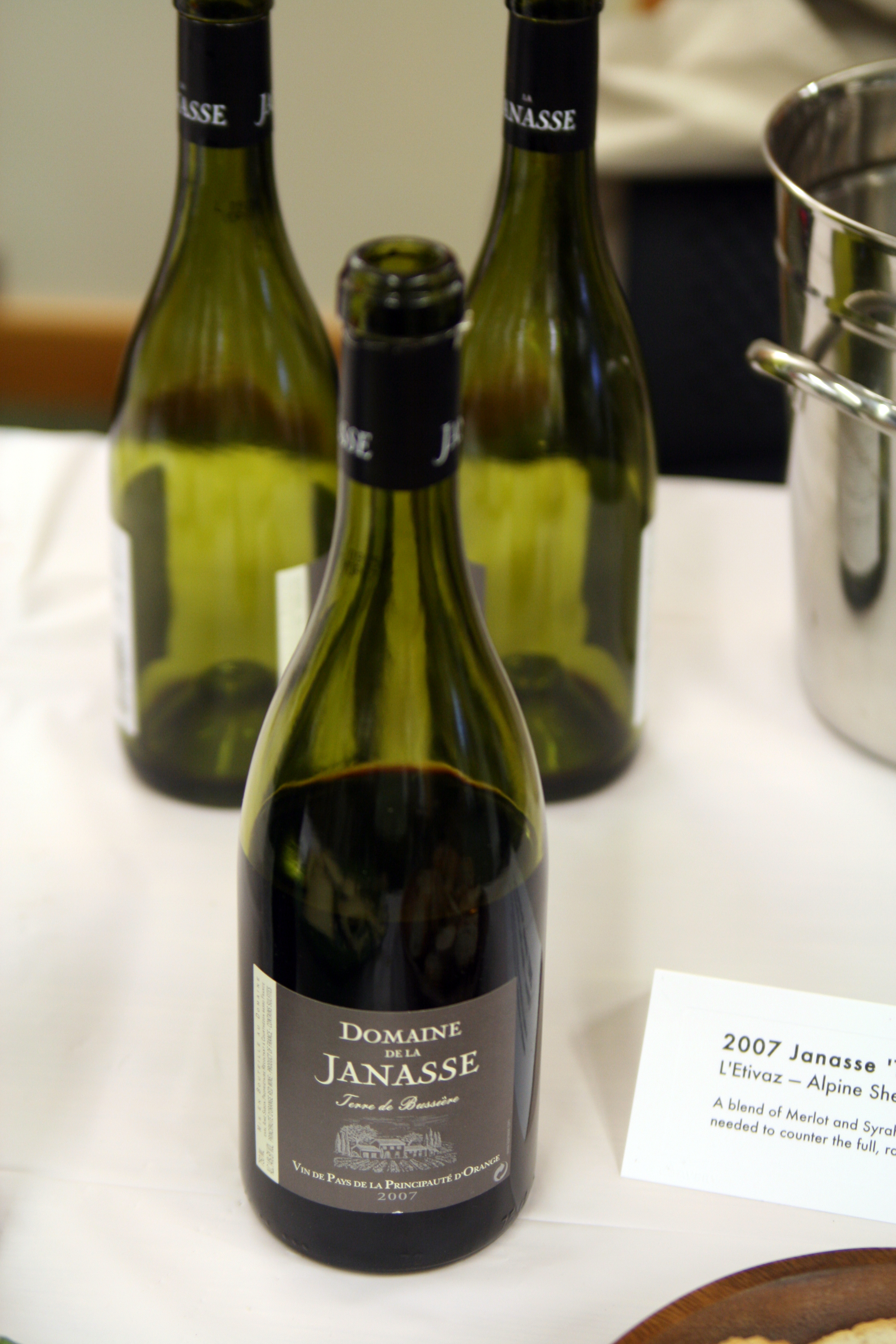
Vin de pays de la principauté d'Orange de Courthézon

### Vinification
C'est l'ensemble des opérations nécessaires à la transformation du moût (nom du jus de raisin) et à l'élaboration du vin. Certaines de ces opérations sont nécessaires, telle la fermentation alcoolique, et d'autres permettent d'affiner le profil du vin, tant au niveau aromatique (olfactif) que gustatif (goûts).

#### Vinification en rouge
La vinification en rouge consiste à faire un pressurage après que la fermentation a commencé. Pendant toute cette phase, le moût est en contact avec les matières solides de la vendange. Celles-ci sont très riches en tanins, matières colorantes, odorantes, minérales et azotées. Ces substances vont alors se dissoudre plus ou moins dans le moût et se retrouver dans le vin. 
C'est la cuvaison pendant laquelle les sucres se transforment en alcool (fermentation alcoolique) et le jus se voit enrichi par les composants du moût. Plus la macération est longue, plus la coloration du vin sera intense. Se disolvent également les tanins, leur taux sera aussi fonction du temps de la cuvaison. Plus elle sera longue, plus les vins seront aptes à vieillir. Durant cette phase, se produit une forte élévation de la température. Celle-ci est de plus en plus contrôlée par la technique de maîtrise des températures.

#### Vinification en blanc
Dans la vinification en blanc la fermentation se déroule en dehors de tout contact avec les parties solides de la vendange (pépins, peaux du raisin, rafles). Ce qui explique que l'on peut faire indifféremment du blanc à partir de cépages blancs et rouges. C'est le cas du Champagne. Le but de cette vinification est de faire ressortir le maximum des arômes contenus d'abord dans le raisin, ensuite en cours de fermentation, enfin lors du vieillissement. 
L'extraction du jus et sa séparation des parties solides peuvent être précédés par un éraflage, un foulage et un égouttage, pour passer ensuite au pressurage. Mais ces phases sont évités par nombre de vinificateurs pour éviter l'augmentation des bourbes. Le choix se porte sur une extraction progressive du jus puis un débourbage qui permet d'éliminer toutes particules en suspension. Là aussi, encore plus que pour une vinification en rouge, s'impose la maîtrise des températures lors de la fermentation alcoolique. Elle se déroule entre 18 et 20 °C et dure entre 8 et 30 jours selon le type de vin désiré.

#### Vinification en rosé

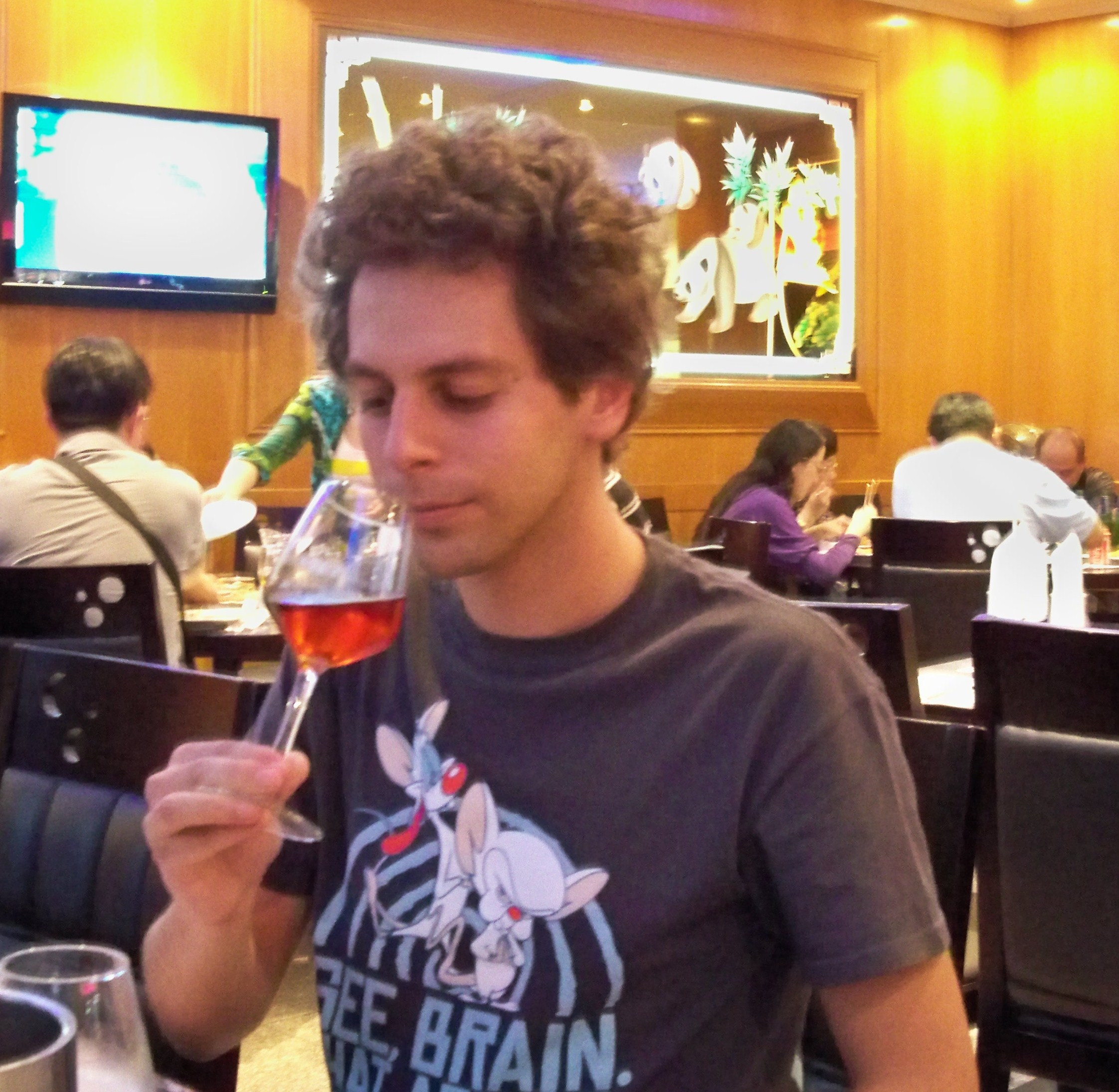
Dégustation d'un rosé de la principauté d'Orange

La vinification en rosé se produit par macération, limitée dans le temps, de cépages à pellicule noire avec possible ajout de cépages blancs. Le vin rosé n'a pas de définition légale. Mais ses techniques de vinification sont très strictes et n'autorisent en rien en Europe le mélange de vin rouge et blanc. Deux principes différents sont utilisés :
- Le premier consiste à extraire par écoulement une partie du jus dès l'encuvage lors de la vinification en rouge ; c'est la saignée. C'est le jus qui s'égoutte sous le poids de la vendange - au maximum entre 20 et 25 % - et qui va macérer durant 3 à 24 heures. Cette méthode produit des vins rosés à la robe soutenue, et la quantité potentielle produite dépend de la concentration recherchée pour le vin rouge produit.
- Le second principe est le pressurage direct, qui consiste à extraire le jus en plusieurs fois, au cours de la macération, qui dure quelques heures. Les jus successivement extraits sont progressivement plus chargés en tanins provenant des peaux, et peuvent ensuite être assemblés. Une vendange bien mûre pourra colorer le jus et sa vinification se fait en blanc[10].

La maîtrise des températures est une nécessité, un vin rosé a une robe qui s'apparente à celle d'un vin rouge très clair, plus le fruit et la fraîcheur des vins blancs.

## Commercialisation
Ce vin est essentiellement commercialisé sur le lieu de production (domaines, caves et caveaux) et dans le secteur GMS (grandes et moyennes surfaces). 